# FAI Futsal Cup
La FAI Futsal Cup è l'unica competizione di calcio a 5  organizzata dalla Federazione calcistica dell'Irlanda. La vittoria del torneo comporta la qualificazione alla UEFA Futsal Champions League.

## Storia
La storia della competizione parte dal programma di sviluppo FAI Futsal Development Programme patrocinato dalla Federazione irlandese e dalla UEFA al fine di sviluppare il gioco del calcio a 5 nell'isola. Il primo esperimento di campionato si è svolto nella stagione 2006-07 con lo svolgimento dell'Eircom Under-21 Futsal League che vide la vittoria della formazione under-21 dello Shamrock Rovers. Con il successo della manifestazione, nella successiva stagione si è passati a una lega senza limiti di età, a cui hanno partecipato 15 formazioni divise in quattro gironi, con fase a eliminazione diretta dai quarti di finale, dove ha trionfato il St. Patrick's Athletic sul Bohemian F.C. per 3-1 dopo i tempi supplementari. L'edizione 2021 della FAI Cup è stata cancellata per via della pandemia di COVID-19. In virtù dei risultati ottenuti nelle ultime tre stagioni, la federazione irlandese ha nominato il Blue Magic come proprio rappresentante alla UEFA Futsal Champions League 2021-2022.

## Edizioni
- 2007:  Shamrock Rovers (under-21) (1)
- 2008:  St Patrick's Athletic (1)
- 2009:  Cork City (1)
- 2010:  Sporting Fingal (1)
- 2011:  EID (2)
- 2012:  Eden (3)
- 2013:  Eden (4)
- 2014:  Eden (5)
- 2015:  Blue Magic (1)
- 2016:  Blue Magic (2)

- 2017:  Transylvania (1)
- 2018:  FutSamba Naas (1)
- 2019:  Blue Magic (3)
- 2020:  Blue Magic (4)
- 2021: non disputata
- 2022:  Blue Magic (5)
- 2023:  Blue Magic (6)
- 2024:  Blue Magic (7)